# Marquesado de Villa-Palma de Encalada
El Marquesado de Villa-Palma de Encalada es un título nobiliario español otorgado por el rey Felipe V de España a don Diego Calvo de Encalada y de Orozco, el 19 de agosto de 1728, Caballero de Santiago y Veinticuatro perpetuo hereditario de Sevilla, Sargento General de la Caballería de Chile y alcalde Ordinario de su capital, Santiago.
Fue concedido con el Vizcondado previo de San José

## Portadores del Título
1.º Diego Calvo de Encalada y de Orozco: Nació en Sevilla el 22 de agosto de 1673, hijo de Diego Calvo de Encalada, Caballero de la Orden Militar de Santiago, natural Villalba de Alcor, y de doña Lorenza María de Orozco-Ayala y Clavijo de Aranda, natural de Sevilla. En 1706 fue nombrado alcalde del cabildo de Santiago. El 28 de diciembre de 1717 fue nombrado corregidor de Colchagua. El 13 de mayo de 1726, previa demostración de sus pruebas de nobleza, se le concedió el hábito de la orden de Santiago. El 10 de agosto de 1728 obtuvo por cédula real el título de marqués de Villa-Palma de Encalada. En 1732 Felipe V le consiguió los corregimientos de las provincias peruanas de Huamalíes y de Conchucos. Murió en 1735.
1. Casó con Catalina de Chacón y de Carvajal-Mendoza,  hija de una de las familias criollas más ricas e influyentes de la sociedad colonial de aquellos años.

Le sucedió su hijo:
2.º Manuel Calvo de Encalada-Orozco y de Chacón: Nació en Santiago de Chile el 5 de agosto de 1719. V Marqués de Saudín (que posteriormente, tras un largo pleito, lo pierde su hijo en 1819 por ejecución de sentencia en favor de Francisco de Villegas-Fernández de Orozco y Coronel "VI marqués de Saudín", y que en apelación recuperara definitivamente en 1829). Caballero de la Orden Militar de Calatrava, alcalde del cabildo de Santiago entre 1752 y 1753. teniente coronel del Regimiento de Cantabria. Comendador de San Francisco de Codao. El 21 de noviembre de 1763 recibió el nombramiento de Corregidor de Aconcagua.
1. Casó con Margarita de Recabarren y Pardo de Figueroa, hija del Oidor de la Audiencia de Santiago de Chile Martín de Recabarren y Pérez-Borroto. Hermana del V Conde de Villaseñor, José de Recabarren y Pardo de Figueroa y sobrina de Fray Pedro Pardo de Figueroa y Luján Primer Arzobispo de Guatemala y de los III Marqueses de San Lorenzo del Valleumbroso. Su abuelo Bernardo Pardo de Figueroa y Sotomayor era hijo del I marqués de Figueroa y hermano del I marqués de la Atalaya y su abuela Margarita de Luján y de Acuña era sobrina del Virrey de Nueva España don Juan Vázquez de Acuña I Marqués de Casa Fuerte y de Iñigo de Acuña I marqués de Escalona y nieta de Francisco de Oviedo-Sigoney y de Luján, Gentilhombre de Cámara de S.M. Felipe III, Teniente General del Virrey del Perú en las costas de Barlovento, y bisnieta de Juan de Oviedo y de Sigoney, Ayuda de Cámara y Grefier de S.M. Felipe II.

Le sucedió su hijo:
3.º José Manuel Calvo de Encalada-Orozco y de Recabarren (1752-1821): VII Marqués de Saudín Era Caballero de Santiago y Capitán del Regimiento de la Princesa, siendo posteriormente Comandante de la Plaza de Valparaíso. Participó en el movimiento independentista junto a su hermano Martín Calvo de Encalada, y su hermana Mercedes fue la madre del Almirante Manuel Blanco Encalada primer Presidente de Chile y de Ventura Blanco Encalada varias veces Ministro. Falleció en Madrid el 9 de abril de 1821.
1. Casó con María Luisa Rodríguez de Valcarcel y Ximénez, nieta del Marqués de Medina.

Le sucedió su hijo:
4.º Manuel María Calvo de Encalada-Orozco y Rodríguez de Valcarcel (1806-1859), VIII Marqués de Saudín y Coronel de Caballería. Caballero de la Real Maestranza de Sevilla y de la Muy Ilustre Cofradía de Nuestra Señora de la Soledad, en la Real Basílica de la Merced de Barcelona. Fue partidario del infante don Carlos María Isidro de Borbón. En 1836 figuraba entre la plana mayor de la nobleza del principado de Cataluña que apoyaron el carlismo, así consta que una comunicación suya, escrita desde París y enviada a don Carlos, que se pasó al Secretario de Estado y al Ministerio de la Guerra el 2 de mayo de 1837. 
1. Casó con María Luisa Sentmenat de Agulló-Pinós-Fenollet y Sans de Montrodón-Sala-Barutell, VIII Marquesa de Gironella y legítima IV Condesa de Claramunt Baronesa de Oix y Florejacs, Señora de los Castillos de Mont-rodón, la Torre de Claramunt, de Bellvehy y de les Sitges.

Le sucedió su hija:
5.ª María del Pilar de Calvo de Encalada-Orozco y Sentmenat de Agulló-Pinós (1834-1889), IX Marquesa de Gironella, IX Marquesa de Saudín, Señora de la Torre de Claramunt, Baronesa de Florejacs y de Oix, Señora de Bellvehy, del Castillo de les Sitges y de Mont-rodón.
1. Casó con José María de Febrer y de Calderón, legítimo Conde de Lago (reino de Nápoles), Capitán de Navío y Segundo Comandante del Tercio Naval de Barcelona, Caballero del Real Cuerpo de la Nobleza antiguo Brazo Militar de Cataluña y de la Muy Ilustre Cofradía de Nuestra Señora de la Soledad de Barcelona.

Le sucedió su hijo:
6.º José María de Febrer y Calvo de Encalada-Orozco, Barón de Florejacs, Señor de Bellvehy, Señor de la Torre de Claramunt, Señor de les Sitges, legítimo Conde de Lago (reino de Nápoles)y legítimo Conde de Claramunt. Fue junto a su padre, uno de los Caballeros-Fundadores del Cuerpo de la Nobleza de Barcelona, luego Real Cuerpo de la Nobleza antiguo Brazo Militar de Cataluña, Condados de Rosellón y de Cerdaña, con la venia de S.M..
1. Casado con Matilde Sanllehy y Alrich, n. Barcelona (Era hermana de don Domenech Sanllehy y Aldric, Alcalde de Barcelona).

Le sucedió su hijo:
7.º José María de Febrer y Sanllehy, Barcelona 1886 f .1945 Caballero del Real Cuerpo de la Nobleza de Cataluña antiguo Brazo Militar del Principado y sus Condados. Señor de Bellvehy. Señor de la Torre de Claramunt,  legítimo Conde de Claramunt y legítimo Conde de Lago (reino de Nápoles). 
1. Casó en primeras nupcias con María Asunción Jaumar de Bofarull, se divorciaron durante la república.
2. Casó en segundas nupcias con Antonia Monforte y Carceller

El hijo primogénito del marqués, José Antonio de Febrer y Monforte, le sucedió , pero no rehabilitó el título de su padre, siendo el Señor de la Torre de Claramunt, legítimo Conde de Claramunt y legítimo Conde de Lago (reino de Nápoles) y Señor del Castillo de Bellvehy. 
Rehabilitó el título su tía:
8.ª María del Pilar de Febrer y Sanllehy. Señora del Castillo de les Sitges. 
1. Casó con Eugenio Canals y Pont, Caballero del Santo Cáliz de Valencia.

Le sucedió su hijo:
9.º Eugenio Ramón Canals y de Febrer, desde 1978. Señor del Castillo de les Sitges y Caballero de la Orden del Santo Sepulcro de Jerusalén.
Le sucedió su hijo:
10.º Eugenio José Canals de Echenique de Febrer, desde 1984. Señor del Castillo de les Sitges y Comendador de la Orden del Santo Sepulcro de Jerusalén.

## Otros miembros ilustres de la familia
- Martín Calvo de Encalada y Recabarren: Fue el más distinguido de los hijos del segundo Marqués. Nació en Santiago el 17 de enero de 1756. Tomó activa participación en el movimiento independentista y en la actividad política a fines de la Colonia.[2]

- Manuel Blanco Encalada, primer presidente de la República de Chile, pertenece también por lado de su madre a esta noble familia. Nació en Buenos Aires el 21 de abril de 1790, hijo del oidor español Lorenzo Blanco Cicerón y de la dama chilena Mercedes Calvo de Encalada y Recabarren.

Parte de las tierras de la familia Calvo, marqueses de Villa-Palma de Encalada, se ubicaban en la actual Municipalidad de Peumo, y es en su honor que el escudo de la Municipalidad lleva en su centro el blasón de los marqueses.